# 2000年中国女子足球超霸杯
2000年雪豹牙膏中国女子足球超霸杯是2000年由中国足球协会主办的一项足球锦标赛，由2000年中国女子足球超级联赛、2000年全国女子足球联赛冠军上海上视对阵2000年中国女子足球超级联赛亚军广东海印。比赛于2000年12月2日在江苏省无锡市的无锡体育中心举行。因双方在90分钟内占成一平，最终上海上视通过点球大战以4比2的比分击败广东海印。

## 赛事数据
| 2000年12月2日 15:30 UTC+8 |

| 上海上视           | 1 - 1 | 广东海印   |
| ------------------ | ----- | ---------- |
| 谢慧琳（点球） 30' | 报告  | 邱海燕 12' |
|                    |       |            |
|                    | 3 - 1 |            |

| 无锡，无锡体育中心 |